# Castanotherium nigromaculatum
Castanotherium nigromaculatum är en mångfotingart som beskrevs av Filippo Silvestri 1897. Castanotherium nigromaculatum ingår i släktet Castanotherium och familjen Zephroniidae. Inga underarter finns listade i Catalogue of Life.